# Фатиче (Кјети)
Фатиче (итал. Fatticce) је насеље у Италији у округу Кјети, региону Абруцо.
Према процени из 2011. у насељу је живело 118 становника. Насеље се налази на надморској висини од 577 м.